# Tarsus Şehir Stadyumu
Tarsus Şehir Stadyumu – wielofunkcyjny stadion w Tarsusie, w Turcji. Został otwarty w 1950 roku. Może pomieścić 4189 widzów.
W 2013 roku na stadionie odbyło się część spotkań turnieju piłki nożnej rozgrywanego w ramach 17. Igrzysk Śródziemnomorskich. Przed tym turniejem obiekt został zmodernizowany. W 2015 roku na obiekcie rozegrano także trzy mecze w ramach eliminacji do Mistrzostw Europy U-17 kobiet.